# Polythlipta annulifera
Polythlipta annulifera är en fjärilsart som beskrevs av Walker 1865. Polythlipta annulifera ingår i släktet Polythlipta och familjen Crambidae. Inga underarter finns listade i Catalogue of Life.